# 加古川クエ
加古川 クエ（かこがわ くえ、1975年9月22日 - ）は、日本のお笑い芸人、タレント。本名、加古川 久恵（かこがわ ひさえ）。旧姓、吉原（よしはら）。お笑いコンビ「チューチューチュー」のメンバーで、相方は夫の加古川良太。
SMA HEET Project所属。血液型・B型、乙女座、身長・158cm。

## 来歴・人物
広島県広島市出身。広島市立広島商業高等学校卒業。恋のから騒ぎ10期生で、ゲストの山咲トオルに本名の久恵（ひさえ）をくえと読み間違われて以来、明石家さんまにそう呼ばれ続けていた為、以降その読みを芸名として使用している。その独特のキャラクターで年間MVPに選ばれた。その後、地元・広島で『ごじテレ。』（RCC中国放送）のレポーターなどを務める。
『久枝もも』時代の所属事務所はザ・ニュース。『ザ・ニュースライブ』出演の他、R-1ぐらんぷり2006に出場。その後、2008年4月にワタナベコメディスクールにお笑いタレントコース8期生として入学。2008年5月3日から加古川良太と男女コンビ『CHU-CHU-CHU-』（チューチューチュー）を組んで活動、翌年2009年に解散したが、2010年4月再結成。同年10月には漫才協会に加入。2013年、結婚し夫婦漫才コンビとなる。漫才の時の服装はジャンパースカートを履いている。足立区西新井を主な活動拠点とする。
2009年6月から『イツザイ』（テレビ東京）にて『濱口優女芸人プロデュース』に出演、この企画でいちご姫とのユニット『いちご大福』を結成し出演。
ピン芸人としては主に独特の声質を駆使した一人コントを演じている。その後『地声です♪久恵』（じごえですくえ）という名前でも活動している。R-1ぐらんぷり2010（2010年1月8日）ではこの名前で出場、巫女のキャラクターでの一人コントを演じる。

## 出演

### テレビ
- 恋のから騒ぎ（日本テレビ） - 10期生
- ごじテレ。（RCC中国放送） - 『バスたび』コーナーレポーターなど
- 中野浩一のK-ファン（広島ホームテレビ） - 『めざせMC』コーナー
- イツザイ（テレビ東京） - 『濱口優女芸人プロデュース』『インディーズ芸人オーディション』
- あらびき団（TBSテレビ） - 2009年9月23日、「吉原久恵」名義で出演
- イツザイS（テレビ東京）

### ラジオ
- 浦和・やる気マンマンラジオ（エフエム浦和）- 2009年7月から出演

## 掲載
- 毎日新聞夕刊（2010年1月9日付）- 『浅草リトルシアター』関連記事